# Nicola Tumolero
Nicola Tumolero (Asiago, 24 de septiembre de 1994) es un deportista italiano que compite en patinaje de velocidad sobre hielo. 
Participó en los Juegos Olímpicos de Pyeongchang 2018, obteniendo una medalla de bronce en la prueba de 10 000 m. Ganó una medalla de oro en el Campeonato Europeo de Patinaje de Velocidad sobre Hielo en Distancia Individual de 2018, en los 5000 m.

## Palmarés internacional
| Juegos Olímpicos                           | Juegos Olímpicos            | Juegos Olímpicos  | Juegos Olímpicos |
| Año                                        | Lugar                       | Medalla           | Prueba           |
| ------------------------------------------ | --------------------------- | ----------------- | ---------------- |
| 2018                                       | Pyeongchang (Corea del Sur) | Medalla de bronce | 10 000 m         |
| Campeonato Europeo en Distancia Individual |                             |                   |                  |
| Año                                        | Lugar                       | Medalla           | Prueba           |
| 2018                                       | Kolomna (Rusia)             | Medalla de oro    | 5000 m           |